# Главк (сын Сизифа)
Главк (др.-греч. Γλαῦκος) — персонаж древнегреческой мифологии, царь Коринфа, сын Сизифа и Меропы. Зевс решил, что у него не должно быть потомства. На погребальных играх в честь Пелия принял смерть от лошадей, его сожрали кобылицы, побеждён Иолаем. На ипподроме на Истме от него назван Тараксипп.
Возможно, он же Главк из Потний, которого растерзали кобылицы у Потний в Беотии по воле Афродиты, так как он пренебрегал священнодействиями Афродиты, либо препятствовал случке лошадей. По истолкованию, тратил множество денег на лошадей и разорился.
Действующее лицо трагедии Эсхила «Главк Потнийский» (фр.36-39 Радт).